# Sophia desvoidyi
Sophia desvoidyi är en tvåvingeart som beskrevs av Townsend 1931. Sophia desvoidyi ingår i släktet Sophia och familjen parasitflugor. Inga underarter finns listade i Catalogue of Life.